# العسكر
مدينة العسكر هي المدينة التي أسسها صالح بن علي العباسي أول وال للعباسيين في مصر سنة (133 هـ - 750 م) شمال الفسطاط وانتهى من بنائها عام 135هـ، وتعتبر إحدى المدن الثلاثة المكونة لمدينة قاهرة المعز. وكانت في البداية مقصورة على الجنود العباسيين، ولعل هذا السبب جعل الناس يطلقون عليها العسكر، واستمر ذلك الحال حتى جاء السري بن الحكم واليا على مصر عام (201 هـ - 816 م) فأذن للناس بالبناء فتهافت الناس على البناء بالقرب من مقر الحكم ونمت المدينة حتى اتصلت بالفسطاط.